# Планерування
Планерува́ння або ширя́ння — тип польоту без активного використання енергії з боку літального апарата або тварини, що здійснюється або внаслідок втрати швидкості чи висоти у спокійному повітрі, або завдяки використанню руху повітря для отримання енергії. Штучні літальні апарати, призначені виключно для такого типу польоту, називають планерами та використовують переважно для спорту — планеризму, хоча будь-який літак здатний до планерування деякою мірою.